# Chi Địa tiền
Marchantia là một chi rêu trong họ Marchantiaceae.